# Demarai Gray
Demarai Remelle Gray (Birmingham, Inglaterra, Reino Unido, 28 de junio de 1996) es un futbolista jamaicano que juega como delantero en el Birmingham City F. C. de la EFL Championship.

## Trayectoria

### Leicester City
El 4 de enero de 2016 el Leicester City pagó la cláusula de rescisión de 3,7 millones de £ y firmó un contrato de cuatro años y medio.
Hizo su debut el 10 de enero contra el Tottenham Hotspur en la tercera ronda de la FA Cup en el partido que acabó empate a 2. Empezó el partido, asistiendo en un gol a Marcin Wasilewski.
Seis días más tarde debutó en la Premier League sustituyendo en el minuto 85 a Marc Albrighton en el empate a uno ante el Aston Villa.

### Al-Ettifaq Club
El 7 de septiembre de 2023 se convirtió en refuerzo del Al-Ettifaq de la Liga Profesional Saudí a cambio de unos 12 millones de euros. Allí estuvo dos temporadas y en julio de 2025 regresó al Birmingham City F. C. firmando por tres años.

## Selección nacional
Fue internacional con la selección de fútbol sub-21 de Inglaterra. En categoría absoluta decidió jugar con Jamaica e hizo su debut el 24 de junio de 2023 ante Estados Unidos en el encuentro inaugural de la Copa Oro de la Concacaf.

### Participaciones en Copas América
| Torneo            | Sede           | Resultado    | Partidos | Goles |
| ----------------- | -------------- | ------------ | -------- | ----- |
| Copa América 2024 | Estados Unidos | Primera fase | 3        | 0     |

## Estadísticas

### Clubes
Actualizado al último partido disputado en mayo de 2025.
| Club                             | Div.          | Temporada     | Liga  | Liga  | Copas nacionales | Copas nacionales | Copas internacionales | Copas internacionales | Total | Total |
| Club                             | Div.          | Temporada     | Part. | Goles | Part.            | Goles            | Part.                 | Goles                 | Part. | Goles |
| -------------------------------- | ------------- | ------------- | ----- | ----- | ---------------- | ---------------- | --------------------- | --------------------- | ----- | ----- |
| Birmingham City F. C. Inglaterra | 2.ª           | 2013-14       | 7     | 1     | 2                | 0                | ―                     | ―                     | 9     | 1     |
| Birmingham City F. C. Inglaterra | 2.ª           | 2014-15       | 41    | 6     | 2                | 0                | ―                     | ―                     | 43    | 6     |
| Birmingham City F. C. Inglaterra | 2.ª           | 2015-16       | 24    | 1     | 2                | 0                | ―                     | ―                     | 26    | 1     |
| Birmingham City F. C. Inglaterra | Total club    | Total club    | 72    | 8     | 6                | 0                | 0                     | 0                     | 78    | 8     |
| Leicester City F. C Inglaterra   | 1.ª           | 2015-16       | 12    | 0     | 3                | 0                | ―                     | ―                     | 15    | 0     |
| Leicester City F. C Inglaterra   | 1.ª           | 2016-17       | 30    | 1     | 5                | 1                | 5                     | 0                     | 40    | 2     |
| Leicester City F. C Inglaterra   | 1.ª           | 2017-18       | 35    | 3     | 9                | 1                | ―                     | ―                     | 44    | 4     |
| Leicester City F. C Inglaterra   | 1.ª           | 2018-19       | 34    | 4     | 5                | 0                | ―                     | ―                     | 39    | 4     |
| Leicester City F. C Inglaterra   | 1.ª           | 2019-20       | 21    | 2     | 8                | 1                | ―                     | ―                     | 29    | 3     |
| Leicester City F. C Inglaterra   | 1.ª           | 2020-21       | 1     | 0     | 1                | 0                | 0                     | 0                     | 2     | 0     |
| Leicester City F. C Inglaterra   | Total club    | Total club    | 133   | 10    | 31               | 3                | 5                     | 0                     | 169   | 13    |
| Bayer Leverkusen · Alemania      | 1.ª           | 2020-21       | 10    | 1     | 0                | 0                | 2                     | 0                     | 12    | 1     |
| Bayer Leverkusen · Alemania      | Total club    | Total club    | 10    | 1     | 0                | 0                | 2                     | 0                     | 12    | 1     |
| Everton F. C. Inglaterra         | 1.ª           | 2021-22       | 34    | 5     | 5                | 1                | ―                     | ―                     | 39    | 6     |
| Everton F. C. Inglaterra         | 1.ª           | 2022-23       | 33    | 4     | 3                | 2                | ―                     | ―                     | 36    | 6     |
| Everton F. C. Inglaterra         | Total club    | Total club    | 67    | 9     | 8                | 3                | 0                     | 0                     | 75    | 12    |
| Al-Ettifaq Club Arabia Saudita   | 1.ª           | 2023-24       | 23    | 4     | 2                | 0                | ―                     | ―                     | 25    | 4     |
| Al-Ettifaq Club Arabia Saudita   | 1.ª           | 2024-25       | 24    | 0     | 1                | 0                | ―                     | ―                     | 25    | 0     |
| Al-Ettifaq Club Arabia Saudita   | Total club    | Total club    | 47    | 4     | 3                | 0                | 0                     | 0                     | 50    | 4     |
| Total carrera                    | Total carrera | Total carrera | 329   | 32    | 48               | 6                | 7                     | 0                     | 384   | 38    |

## Palmarés

### Campeonatos nacionales
| Título         | Club                 | País       | Año  |
| -------------- | -------------------- | ---------- | ---- |
| Premier League | Leicester City F. C. | Inglaterra | 2016 |